# Henri Hennard
Henri Hennard est un homme politique français né le 27 mars 1847 à Chirmont (Somme) et décédé le 20 juillet 1904 à Chirmont.

## Biographie
Agriculteur, maire de Chirmont, vice-président de la société des agriculteurs de la Somme, il est député de la Somme de 1896 à 1898, siégeant sur les bancs radicaux.

## Sources
- « Henri Hennard », dans le Dictionnaire des parlementaires français (1889-1940), sous la direction de Jean Jolly, PUF, 1960 [détail de l’édition]